# Mil Mi-17
Mil Mi-17, förkortat Mi-17 (ryska: Мил Ми-17, Ми-17) är en förbättrad variant av Mil-8 och en bästsäljare som flugit i många länder. Mi-17 är utvecklad från flygkroppen till Mil-8 som har kombinerats med de större motorerna, rotorer och transmisionen från Mil Mi-14.

## Historia
Mi-17 utförde sin första flygning 1975 och gick i tjänst 1981. Sedan 1977 har ca 12 000 stycken Mi-17 tillverkats.

## Operatörer
Exempel på länder och före detta som använder eller har använt Mil Mi-17 är Serbien, Ryssland, Nordmakedonien, Serbien och Montenegro, Ukraina, Östtyskland, Bulgarien, Polen, Iran, Tjeckoslovakien, Sovjetunionen, Pakistan, Kina, Mongoliet, Slovakien och Mali.

## Varianter
- Mi-17 (Hip-H)
- Mi-17-1
- Mi-17-1M
- Mi-17-1V
- Mi-17-1VA
- Mi-17-2
- Mi-17-V3
- Mi-17-V5
- Mi-17-V7
- Mi-17M
- Mi-17MD
- Mi-17KF
- Mi-17N
- Mi-17P
- Mi-17PG
- Mi-17PI
- Mi-17PP
- Mi-17S
- Mi-17AE
- MI-17LPZS
- Mi-17Z-2 ''Prehrada''

## Bilder

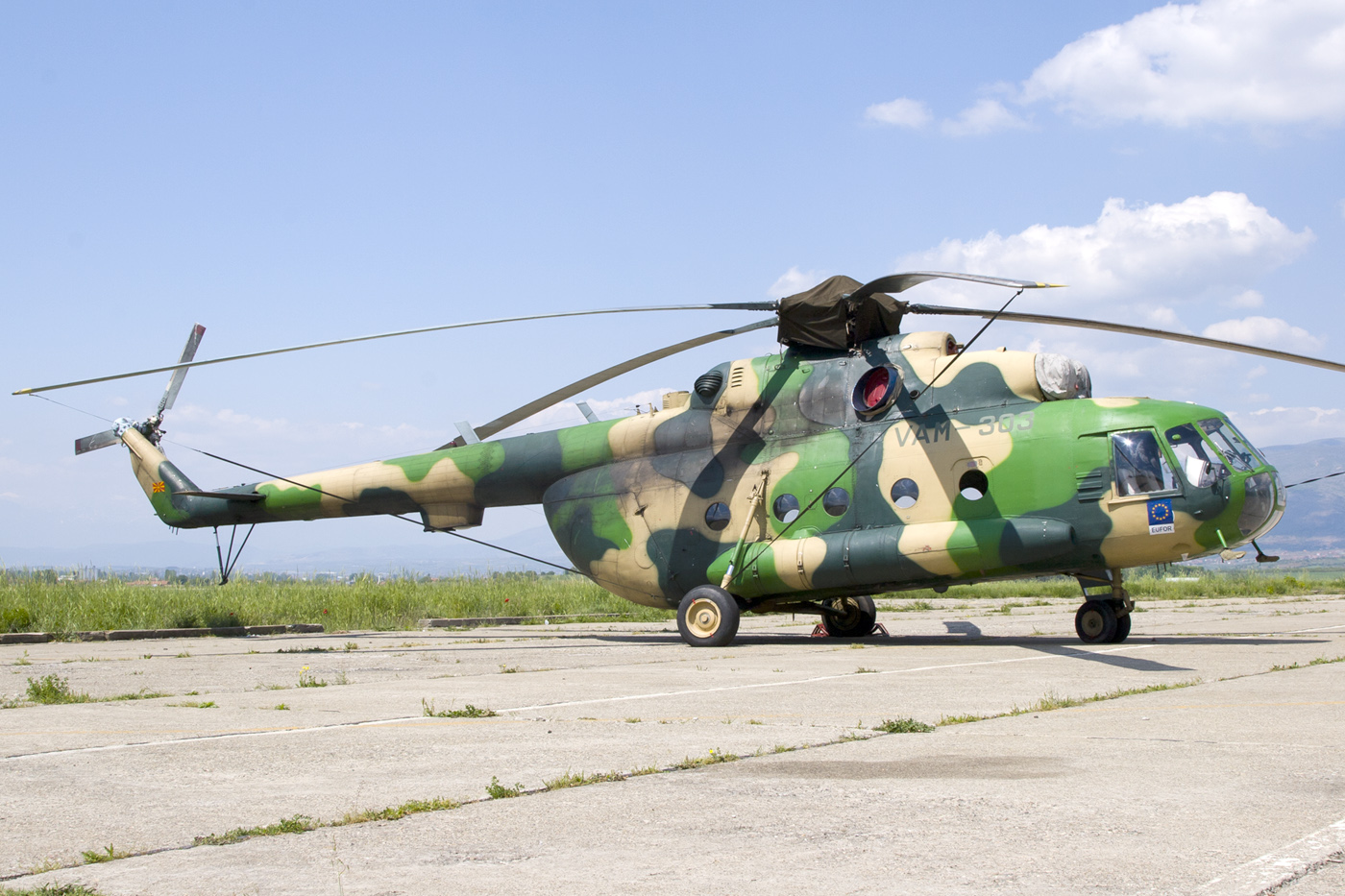
Nordmakedonsk Mi-17.
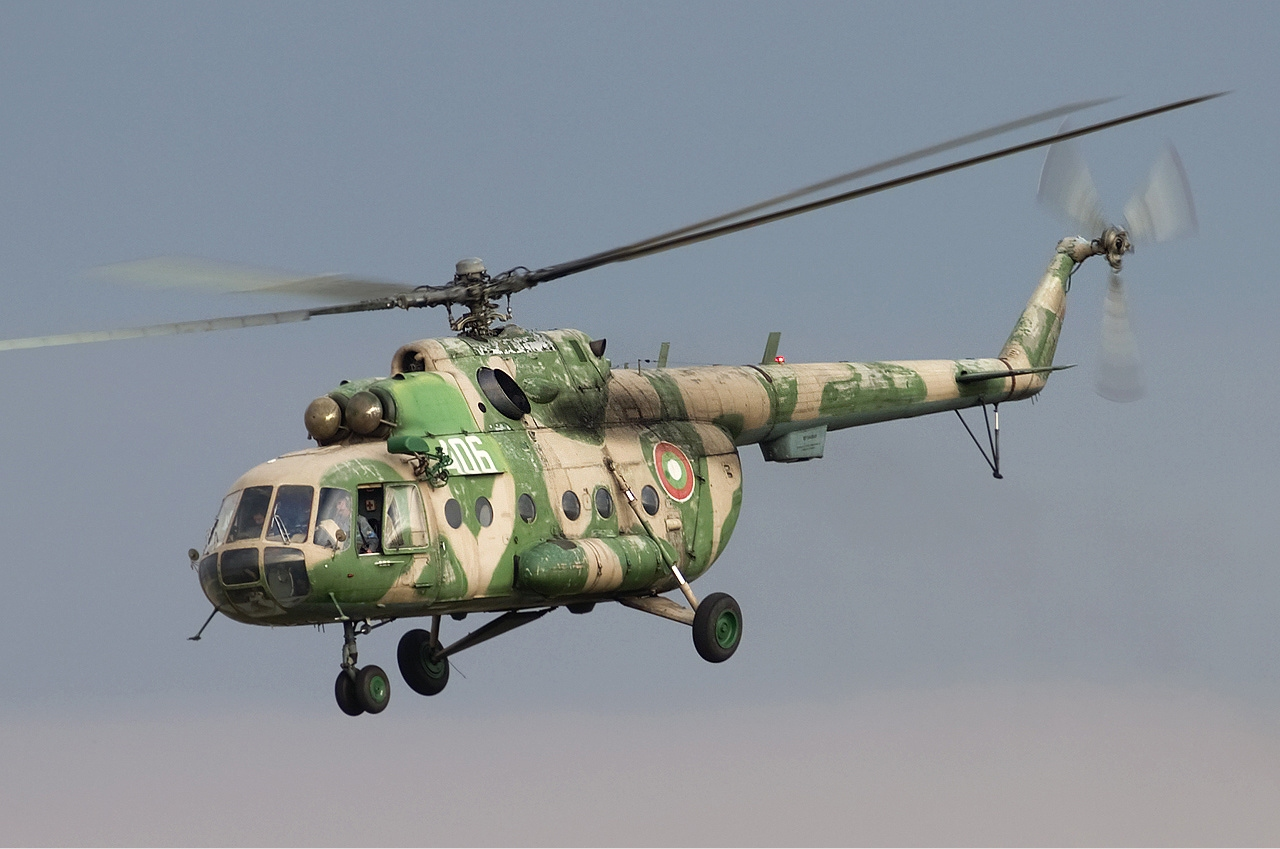
Bulgarisk Mi-17.
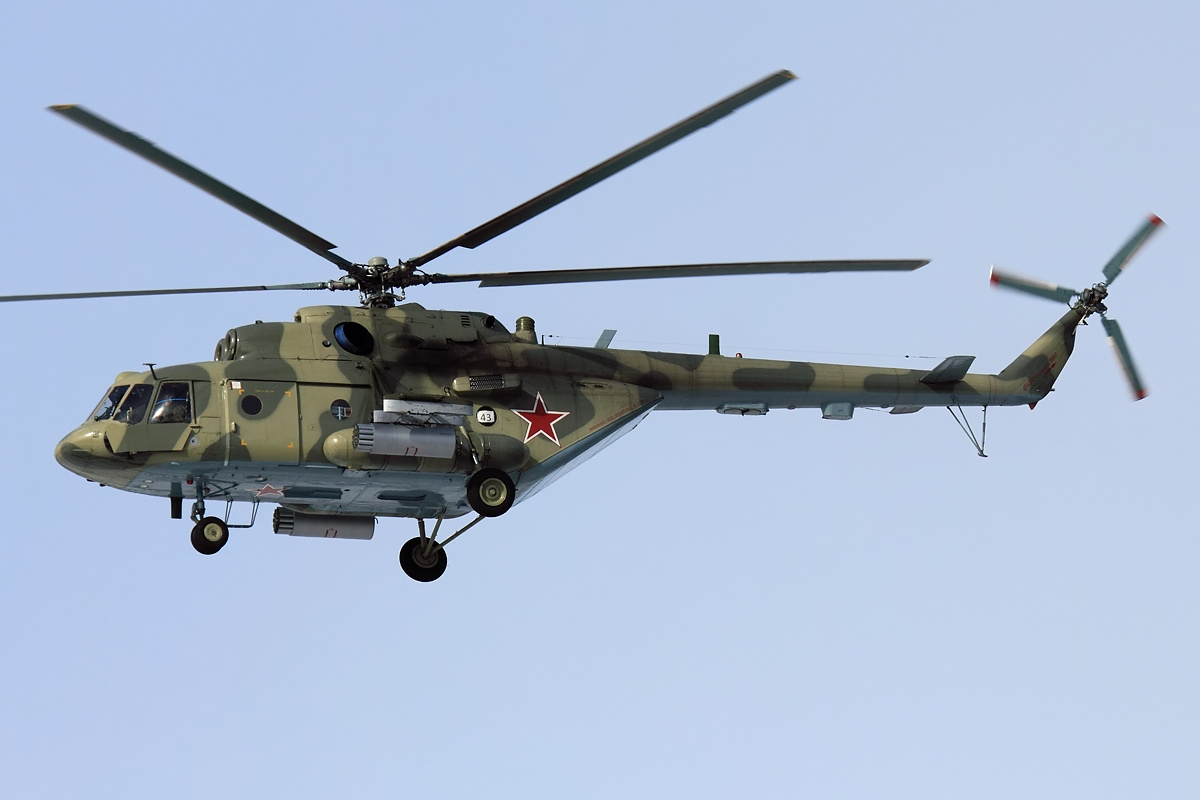
Rysk Mil Mi-17-V-5.
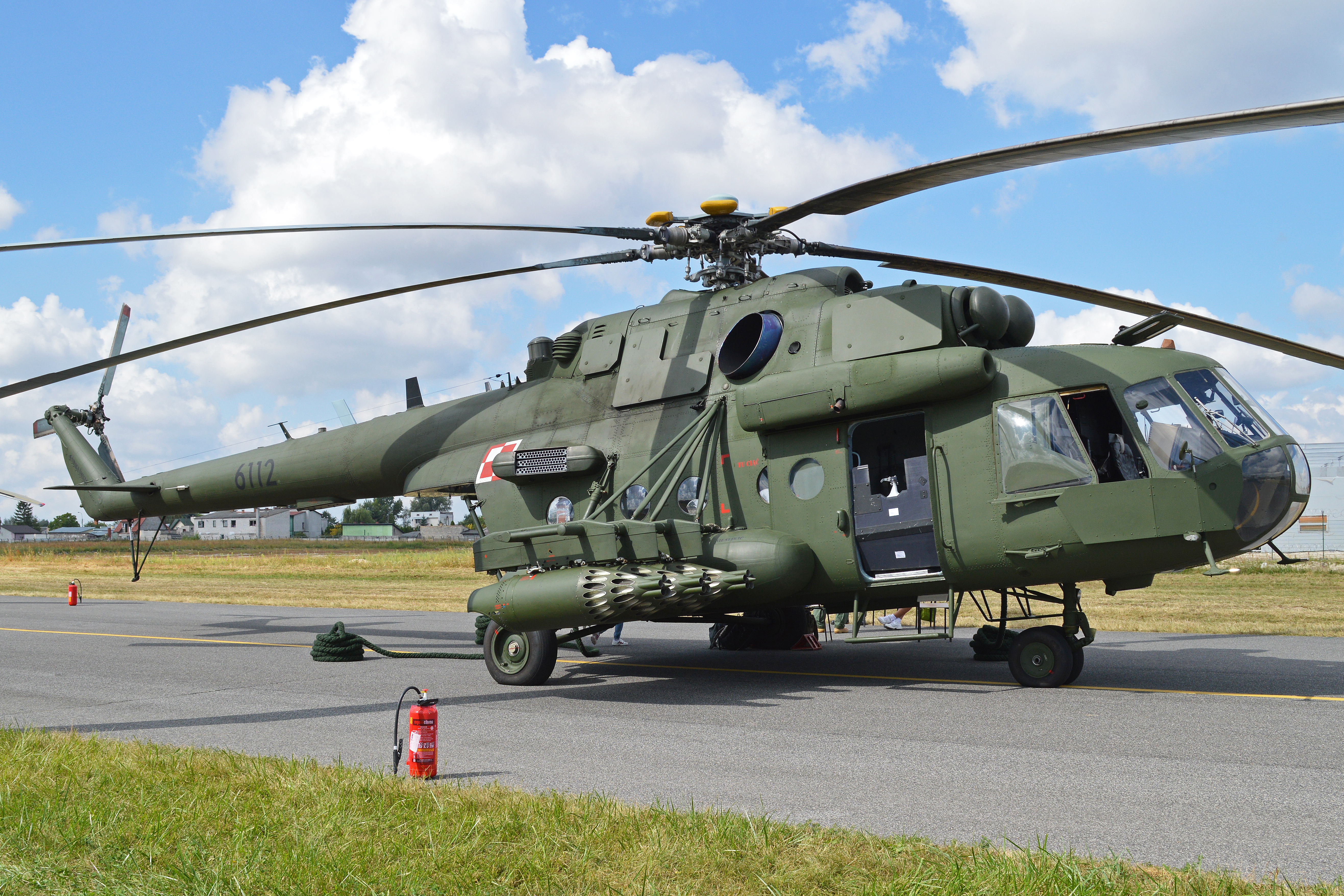
Polsk Mi-17-1V.
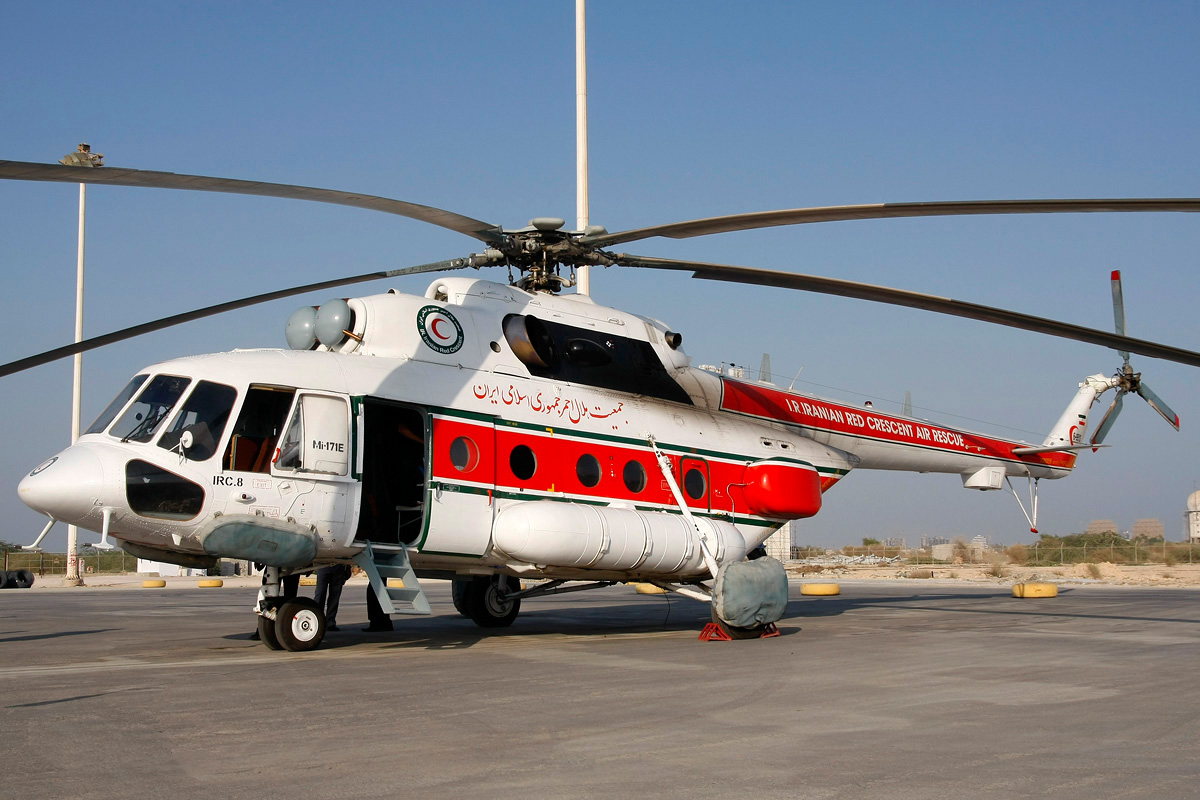
Iransk Mi-17MD.
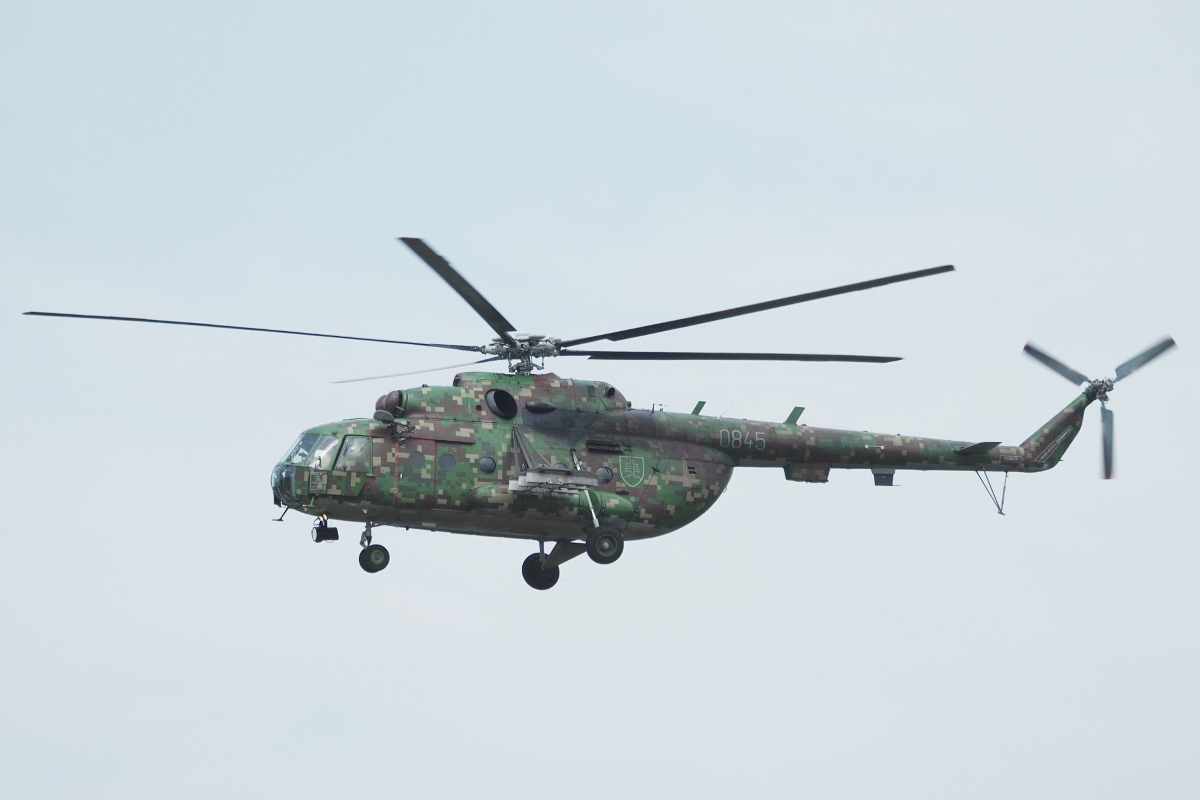
Slovakisk Mi-17M.